# M1097 Avenger

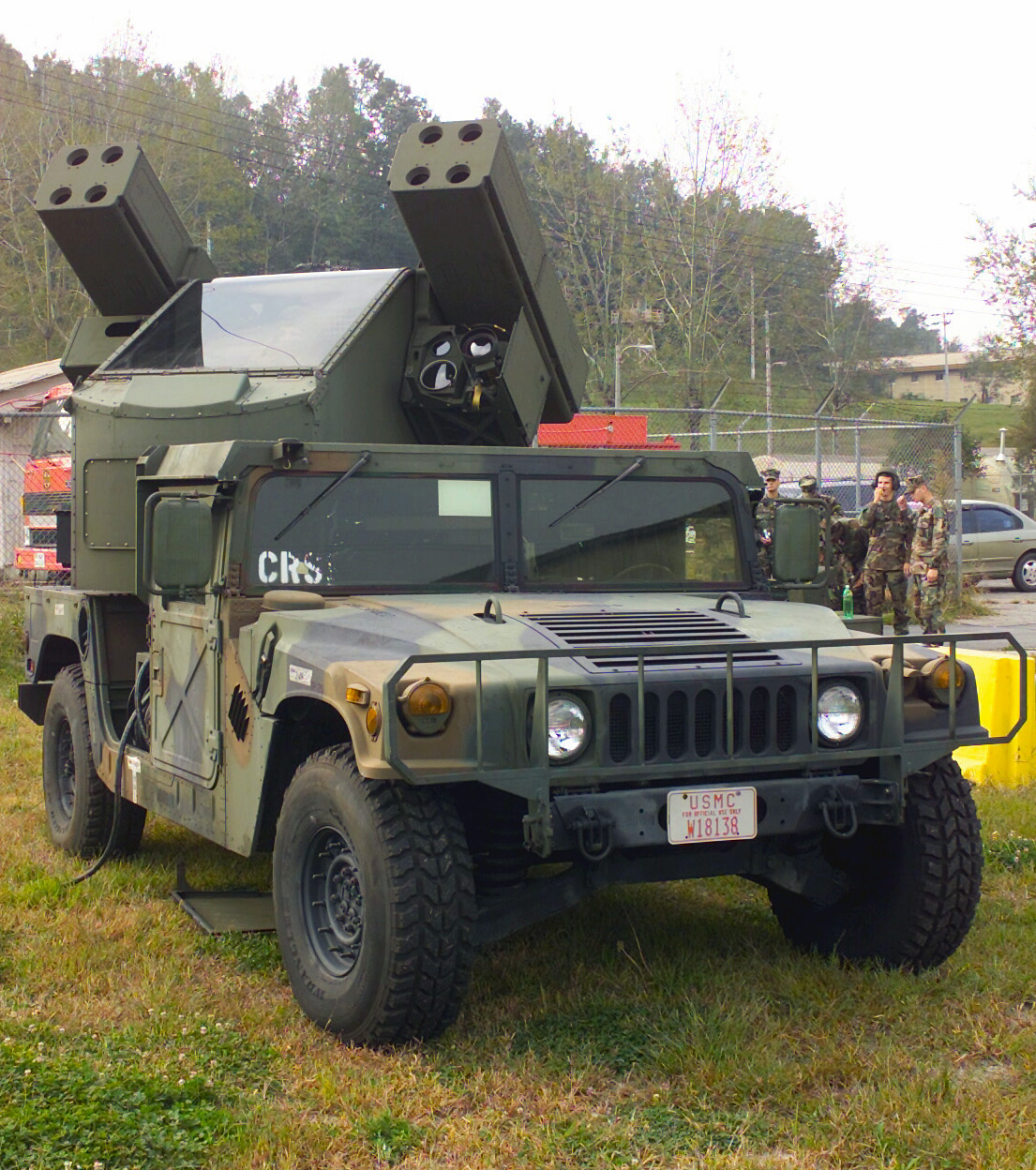
M1097 Avenger des USMC auf Okinawa

Das M1097 Avenger-Luftverteidigungssystem ist ein US-amerikanisches Waffensystem. Es wird sowohl von der US Army als auch vom US Marine Corps (USMC) als mobile Luftabwehreinrichtung mit kurzer Reichweite gegen Marschflugkörper, Drohnen, tieffliegende Flugzeuge sowie Hubschrauber verwendet. Im Einsatz ist das M1097 seit 1989.
Das Avenger-System gehört zu den Verteidigungssystemen, die nach den Anschlägen vom 11. September 2001 rund um das Pentagon in Stellung gebracht wurden.
Gebaut wird das M1097 von Boeing und AM General.

## Eigenschaften
Das Waffensystem besteht aus einem auf einem Humvee montierten kreiselstabilisierten Flugabwehrturm. Der Turm besitzt zwei Abschussmagazine für Stinger-Raketen, welche beide dazu in der Lage sind, in kurzer Abfolge vier fire-and-forget-Raketen abzufeuern.
Der Avenger kann, um Ziele leichter erfassen zu können, mit einem externen Aufklärungssystem verbunden werden. Zusätzlich wurden einige Baureihen in der Bauweise verbessert, um mehr Munition aufnehmen zu können.

## Sensoren
- Forward Looking Infrared (FLIR)
- Laser-Entfernungsmesser
- Optisches Visier

## Waffen
- 4/8 feuerbereite FIM-92 Stinger-Raketen
- 1 M3P-Maschinengewehr (modifiziertes M2); Kaliber .50 mit einem elektronischen Abzug, der vom Fahrersitz und vom Cockpit des Avenger betätigt werden kann

## Verbesserte Versionen
Aufgrund der fehlenden Bedrohung aus der Luft im Irak und des großen Bedarfs an Fahrzeugen für zum Beispiel die Verteidigung von Konvois, wurde der Avenger in diese Rolle gedrückt.
Eine Kombination aus den Sensoren und dem Kaliber-.50-Maschinengewehr erwies sich als sehr effektiv, allerdings kann das MG im Bereich von 270 bis 18 Grad nicht eingesetzt werden, da hier die Fahrerkabine des Humvee im Weg ist. Außerdem ist der Munitionsvorrat auf 200 Schuss beschränkt.
In einem Veränderungsprogramm wurde ein Abschussmagazin für die Raketen entfernt und das MG an diese Stelle gesetzt, um für ein Rundum-Schussfeld zu sorgen. Zusätzlich wurde die mögliche Munitionsaufnahme auf 650 Patronen erhöht.

## Technische Daten
- Länge: 4,95 Meter
- Gewicht: 4,3 Tonnen
- Besatzung: 2
- Geschwindigkeit (Straße): 89 km/h
- Reichweite: 4,4 Kilometer
- Primäre Waffe: 4/8 FIM-92 Stinger-Raketen
- Sekundäre Waffe: .50 M3P-Maschinengewehr
- Motorleistung: 110 kW bzw. 150 PS